# Mesanthura bermudensis
Mesanthura bermudensis is een pissebed uit de familie Anthuridae. De wetenschappelijke naam van de soort is voor het eerst geldig gepubliceerd in 1994 door Kensley.